# Bayle St. John
Bayle St. John, né le 19 août 1822 et mort le 1er août 1859, était un écrivain voyageur et biographe britannique, un des quatre fils de James Augustus St. John. Bayle St. John commença à contribuer à des périodiques dès l'âge de 13 ans et, à l'âge de 20 ans, il écrivit un papier pour Fraser sous le titre De re vehiculari, or a Comic History of Chariots. Il fit aussi une série d’essais sur Montaigne, et en 1857 il publia Montaigne the Essayist, a Biography en quatre volumes.
Habitant deux ans en Égypte, il écrivit le The Libyan Desert (1849), et apprit l'arabe et visita l'oasis de Siwa. À son retour, il s'installa à Paris et publia Two Years in a Levantine Family (1850) et Views in the Oasis of Siwah (1850). Après une seconde visite à l'est, il publia le Village Life in Egypt (1852) ; Purple Tints of Paris ; Characters and Manners in the New Empire (1854) ; The Louvre, or Biography of a Museum (1855) ; The Subalpine Kingdom, or Experiences and Studies in Savoy (1856) ; Travels of an Arab Merchant in the Sudan (1854) ; Maretimo, a Story of Adventure (1856) et Memoirs of the Duke of Saint-Simon in the Reign of Louis XIV (quatre volumes, 1857).
Il est mort en 1859 laissant une femme et deux enfants et fut enterré au cimetière de Kensal Green à Londres.

## Sources
- (en) Cet article est partiellement ou en totalité issu de l’article de Wikipédia en anglais intitulé « Bayle St. John » (voir la liste des auteurs).